# USS Ballard (DD-267)
Za druga plovila z istim imenom glejte USS Ballard.
USS Ballard (DD-267) je bil rušilec razreda Clemson v sestavi Vojne mornarice Združenih držav Amerike.
Rušilec je bil poimenovan po pomorskem častniku Edwardu J. Ballardu.

## Zgodovina
Za zasluge med drugo svetovno vojno je USS Ballard prejela dve bojni zvezdi.